# Grigorij Abramovič Šajn
| Asteroidi scoperti: 3 | Asteroidi scoperti: 3 | Asteroidi scoperti: 3 |
| --------------------- | --------------------- | --------------------- |
| 1057 Wanda            | 16 agosto 1925        |                       |
| 1058 Grubba           | 22 giugno 1925        |                       |
| 1709 Ukraina          | 16 agosto 1925        |                       |

Grigorij Abramovič Šajn (in russo Григорий Абрамович Шайн?; Odessa, 19 aprile 1892 – Mosca, 4 agosto 1956) è stato un astrofisico sovietico. Marito di Pelageja Fëdorovna Šajn (Пелагея Фёдоровна Шайн) nata Sannikova (Санникова), anch'essa astronoma russa.
Si occupò di spettroscopia stellare e di fisica delle nebulose gassose. Con Otto Struve studiò la rapida rotazione delle stelle appartenenti a giovani tipi spettrali e misurò la velocità radiale di numerose stelle. Scoprì nuove nebulose gassose e l'abbondanza anomala del 13C nelle atmosfere stellari.
Fu membro dell'Accademia sovietica delle Scienze dal 1939 e di altre istituzioni straniere, tra le quali la Royal Astronomical Society. Dal 1945 al 1952 diresse l'Osservatorio astrofico di Crimea.
Scoprì alcuni asteroidi nel 1925; tra di essi 1925 QD, nel 1987 riconosciuto essere un'apparizione della Cometa Whipple. Co-scoprì la cometa non periodica C/1925 F1 Shajn-Comas Solá, mentre la cometa periodica 61P/Shajn-Schaldach porta il suo cognome perché scoperta da sua moglie.
Il cratere Shayn sulla Luna è stato così nominato in suo onore. È inoltre a lui intitolato il telescopio da 2,6 m dell'Osservatorio astrofisico della Crimea.